# Мухаммад ибн Талал
Мухаммад ибн Талал (араб. محمد بن طلال‎; 2 октября 1940 — 29 апреля 2021) — иорданский принц из династии Хашимитов, второй сын короля Талала, брат короля Хуссейна. Наследный принц Иордании с 1952 до 1962 года.

## Биография
Принц Мухаммед родился в Аммане 2 октября 1940 года.
Принц Мухаммед получил начальное образование в Исламском научном колледже в Аммане, затем поступил в международный колледж Бо-Солей в Швейцарии. Затем он пошел в школу Брайанстон в Дорсете, Великобритания, где получил среднее образование. С 1956 по 1957 год он учился в Военной академии в Багдаде. В 1960 году он получил лицензию частного пилота. . 
В 1958 году вернулся в Иорданию и стал адъютантом своего брата короля Хусейна. С 1971 года — глава союза племенных вождей при короле Хусейне.
В 1973 году был назначен главой департамента туризма. Имел звание генерала вооружённых сил Иордании и ряд иорданских и иностранных государственных наград.
Умер 29 апреля 2021 года в возрасте 80 лет в Аммане.

### Семья и дети
С 1964 по 1978 год она была женат на Фарьял Иршаид, в браке с которой родилось двое сыновей: 
- принц Талал (род. 1965), в 1991 году женился на Гиде Салам, трое детей:
  - принц Хусейн (р. 1999)
  - принцесса Раджа (р. 2001)
  - принц Мухаммед (р. 2001)
- принц Гази (род. 1966), женат дважды: на Арей Завави с 1997 по 2020 г, на Марьям, принцессе Тырново с 2022 года, дети от первого брака:
  - Принцесса Тасним (р. 1999)
  - Принц Абдулла (р. 2001)
  - Принцесса Дженна (р. 2003)
  - Принцесса Сальсабель (р. 2014)

В 1981 году он женился во второй раз на Тагрид Маджали, дочери Хаззы аль-Маджали, премьер-министра Иордании, который был убит в 1959 году при исполнении служебных обязанностей.

## Награды
Награды Иордании
| Страна   | Дата | Награда                                                       | Награда                                                       | Литеры |
| -------- | ---- | ------------------------------------------------------------- | ------------------------------------------------------------- | ------ |
| Иордания | -    | Кавалер цепи ордена Хусейна ибн Али                           | Кавалер цепи ордена Хусейна ибн Али                           |        |
| Иордания | -    | Кавалер Большой звезды специального класса ордена Возрождения | Кавалер Большой звезды специального класса ордена Возрождения |        |
| Иордания | -    | Кавалер Большой ленты ордена Звезды Иордании                  | Кавалер Большой ленты ордена Звезды Иордании                  |        |
| Иордания | -    | Кавалер Большой ленты ордена Независимости                    | Кавалер Большой ленты ордена Независимости                    |        |
| Иордания | -    | Медаль «За долгую службу»                                     | Медаль «За долгую службу»                                     |        |
| Иордания | -    | Медаль «За безупречную службу»                                | Медаль «За безупречную службу»                                |        |
| Иордания | 1977 | Памятная медаль Серебряного юбилея короля Хусейна             | Памятная медаль Серебряного юбилея короля Хусейна             |        |
| Иордания | 1971 | Медаль «За службу 1967–1971»                                  | Медаль «За службу 1967–1971»                                  |        |

Награды иностранных государств
| Страна               | Дата вручения    | Награда                                                                   | Награда                                                                   | Литеры |
| -------------------- | ---------------- | ------------------------------------------------------------------------- | ------------------------------------------------------------------------- | ------ |
| Дания                | —                | Кавалер Большого креста ордена Деннеброг                                  | Кавалер Большого креста ордена Деннеброг                                  | S.K.   |
| Франция              | —                | Кавалер Большого креста Национального ордена «За заслуги»                 | Кавалер Большого креста Национального ордена «За заслуги»                 |        |
| Марокко              | —                | Кавалер ордена Мухамадийя 1 класса                                        | Кавалер ордена Мухамадийя 1 класса                                        |        |
| Саудовская Аравия    | —                | Кавалер Большой ленты ордена Абдель-Азиза аль-Сауда                       | Кавалер Большой ленты ордена Абдель-Азиза аль-Сауда                       |        |
| Китайская Республика | —                | Кавалер Большой ленты специального класса ордена Бриллиантовой звезды     | Кавалер Большой ленты специального класса ордена Бриллиантовой звезды     |        |
| Эфиопия              | —                | Кавалер Большого креста ордена Царицы Савской                             | Кавалер Большого креста ордена Царицы Савской                             | GCQS   |
| Малайзия             | 24 апреля 1965 — | Почётный Великий командор ордена Защитника Королевства                    | Почётный Великий командор ордена Защитника Королевства                    | S.M.N. |
| Япония               | 1978 —           | Кавалер ордена Восходящего солнца 1 класса                                | Кавалер ордена Восходящего солнца 1 класса                                |        |
| Италия               | 26 ноября 1983 — | Кавалер Большого креста ордена «За заслуги перед Итальянской Республикой» | Кавалер Большого креста ордена «За заслуги перед Итальянской Республикой» |        |
| Великобритания       | 1984 —           | Почётный кавалер Большого креста Королевского Викторианского ордена       | Почётный кавалер Большого креста Королевского Викторианского ордена       | GCVO   |